# 최PD의 별 헤는 밤
최PD의 별 헤는 밤은 G1 Fresh FM(원주 103.1 춘천 105.1 강릉 106.1 태백 99.3 평창 88.3, 속초 101.3MHz)에서 가을개편으로 2020년 9월 26일부터 2023년 12월 31일까지 3년간 매주 토~일요일 밤 11시 부터 새벽 1시까지 방송중인 최영철PD가 진행했던 라디오 프로그램이다.

## 진행
- 최영철 PD (남)

## 같이 보기
- G1방송
- G1 Fresh FM
- SBS 파워FM
- 딘딘의 뮤직하이